# Colaspina saportae
Colaspina saportae là một loài bọ cánh cứng trong họ Chrysomelidae. Loài này được Grenier miêu tả khoa học năm 1863.